# Nærbø
Nærbø este o localitate din comuna Hå, provincia Rogaland, Norvegia, cu o suprafață de 3,16 km² și o populație de 6.623 locuitori (2013).